# Стойчо Бъчваров
Стойчо Иванов Бъчваров е български революционер, деец на Вътрешната македоно-одринска революционна организация.

## Биография
Стойчо Бъчваров е роден в 1871 година в странджанското село Цикнихор, тогава в Османската империя, в семейството на Иван Вълчев и Стана Иванова. В 1901 година се присъединява към ВМОРО и сейства като организатор зедно с малкотърновците Георги Костадиев (1879 – 1942) и Дико Джелебов с район селата Цикнихор, Пиргопуло, Блатца и Маджура. В 1903 година е определен за подвойвода на смъртната дружина в Цикнихор. Участва в Илинденско-Преображенското въстание през лятото на 1903 година с четата на Стоян Камилски. Участва в нападението срещу турския гарнизон в Цикнихор на 6 август, както и в сражението при Труле на 10 и 11 август.
На 26 март 1943 година, като жител на Ново Паничарево, Бургаско, подава молба за българска народна пенсия. Свидетели са му бившите четници на Стоян Камилски Костада (Коста) Николов, жител на Царево, Дико Градев и Вълко Петков, жители на Ново Паничарево. Молбата е одобрена и пенсията е отпусната от Министерския съвет на Царство България.